# Кирил Широкански
Кирил Широкански е български политик, деец на Българската комунистическа партия.

## Биография
Роден е на 31 януари 1913 г. в махалата Широканци на село Бистрица. Прадядо му Пешо Широкански е деец на Вътрешната македоно-одринска революционна организация и съратник на Христо Чернопеев и Пейо Яворов. Първоначално завършва основно образование, а след това шести клас гимназиален клас в Горна Джумая (днес Благоевград). После учи в гимназия в град Неврокоп (днес Гоце Делчев). От 1932 до 1933 работи като учител в село Кашина, а след това до 1942 г. е учител в родното си село. От 1942 г. започва работа в училището „Арсени Костенцев“ в Горна Джумая. От 1944 годинае директор на училището. През 1951 г. започва работа в Окръжния комитет на Българската комунистическа партия. През 1955 г. е директор на Тютюнева промишленост. Бил е заместник-председател на Окръжния народен съвет. Кмет е на Благоевград от ноември 1961 г. до 6 януари 1967 година. По време на мандата му са открити Техникумът по електротехника и по текстил и облекло, зоопарк, курортен комплекс „Бодрост“ и „Бачиново“.